# Setermoen
Setermoen ist das administrative Zentrum der Gemeinde Bardu im Süden des Fylke Troms in Norwegen. Der Ort liegt am Fluss Barduelva, ungefähr 25 Kilometer östlich von Sjøvegan und ungefähr 25 Kilometer südlich von Bardufoss. Setermoen liegt 80 m über dem Meer und hat 2540 Einwohner (Stand: 1. Januar 2024).
Der Gemeinderat wies Setermoen 1999 das Stadtrecht zu, was aber von der norwegischen Zentralregierung abgelehnt und verhindert wurde, weil der Ort weniger als 5000 Einwohner hat.

## Lage
Setermoen liegt längs dem Fluss Barduelva und am Ufer des Sees Sætervatnet in der Mitte des Tals Bardudalen. Der Ort liegt ungefähr 23km südlich von Andselv mit dem Flughafen Bardufoss.
und ungefähr 75km östlich von der Stadt Harstad. Die E6 verläuft durch das Zentrum von Setermoen.
Sowohl die Kirche Bardu kirke als auch das Militärlager Setermoen liegen in Setermoen.

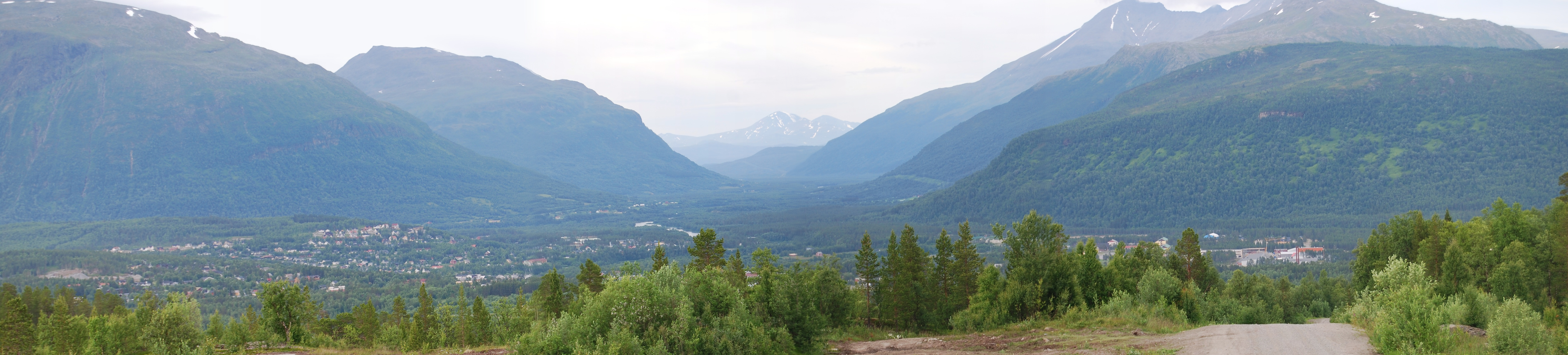
Setermoen liegt in einer Landschaft von Inlandstälern und Bergen.

## Militärlager Setermoen
Die Militärausbildung wurde 1898 in Setermoen eingeführt. Man wählte den Ort wegen seiner strategischen Lage in der Mitte von Bergen und er ist damit einer der ältesten genutzten Armeestandorte in Norwegen. Die Norwegische Armee hat durch ihre Anwesenheit den Ort auf vielerlei Weise geprägt. Insgesamt befinden sich 1000 Soldaten und 500 Offiziere in Setermoen, das damit die größte Garnison in Norwegen ist. Als Teil der Brigade North befinden sich die folgenden Teile in Setermoen:
- Artilleribataljonen (Artilleriebattalion)
- Panserbataljonen (Panzerbataillon)
- Sanitetsbataljonen (Sanitätsbattalion)
- Etteretningsbataljonen (Spionagebattalion)

Seit Juli 2012 findet ein größeres Renovierungsprogramm statt. Die meisten Gebäude und Baracken des Militärlagers werden abgerissen und durch neue ersetzt. Das Projekt wird über eine Milliarde NOK kosten. Der Grund für das Projekt ist, dass nach dem Ende des kalten Krieges die Aufgaben der Armee sich geändert haben und man sich mehr darum bemühen muss, Freiwillige zu rekrutieren.

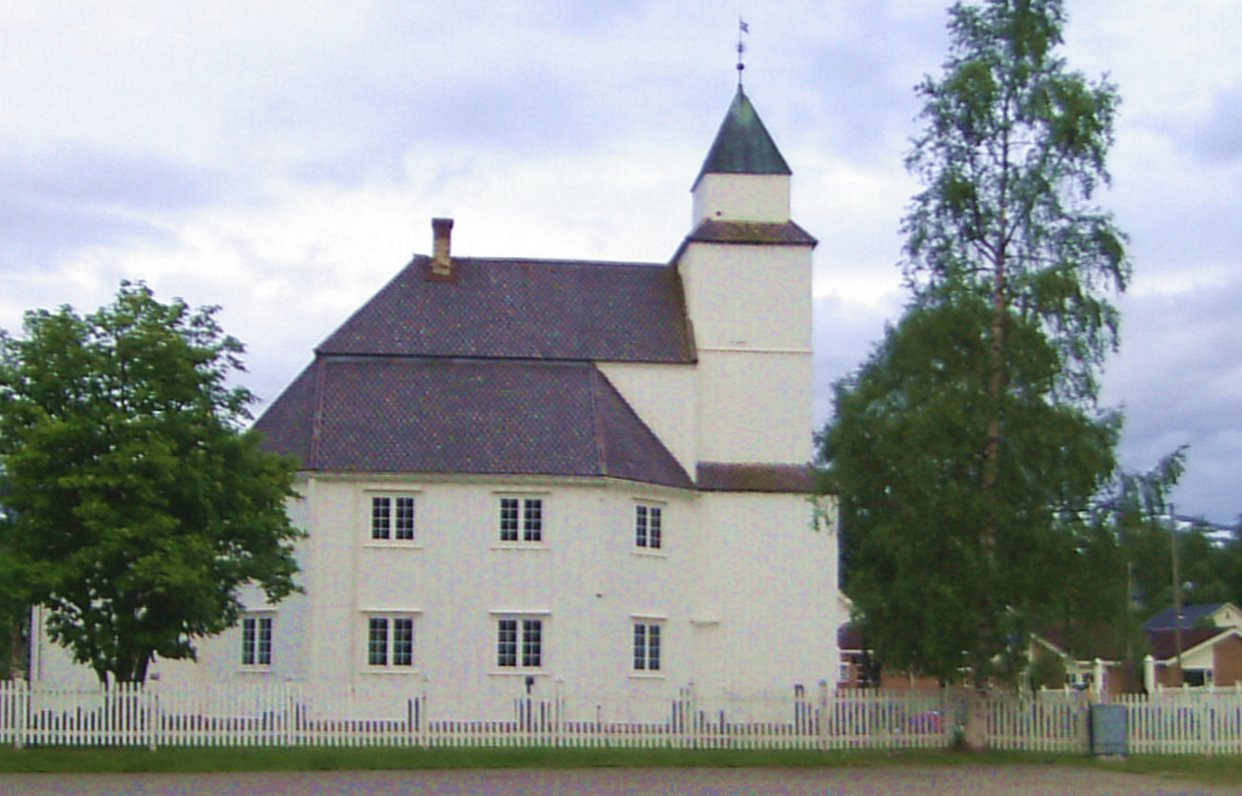
Kirche Baedu in Setermoen

## Persönlichkeiten
- Susann Bjørnsen (* 1993), Schwimmerin